# Creighton Hale

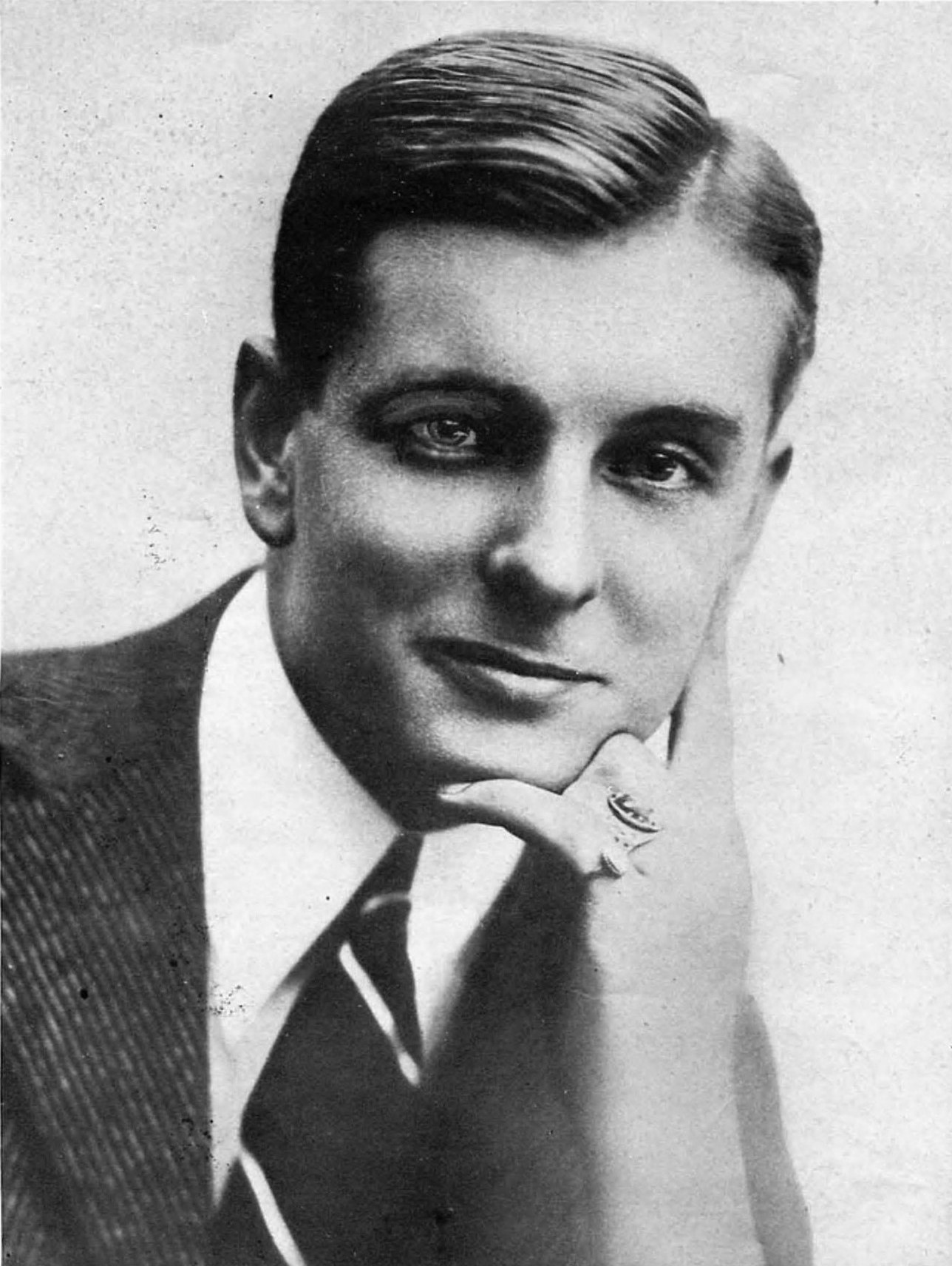
Creighton Hale (1916)

Creighton Hale (* 24. Mai 1882 im County Cork, Irland; † 9. August 1965 in South Pasadena, Kalifornien) war ein irisch-amerikanischer Film- und Theaterschauspieler.

## Leben und Karriere
Creighton Hale wurde als Patrick Fitzgerald in eine Schauspielerfamilie geboren und stand bereits seit früher Kindheit auf der Bühne, unter anderem an der Seite von Johnston Forbes-Robertson. Hale absolvierte seine Schulausbildung in Dublin und London, später am Ardingly College in Sussex. Nach seinem Abschluss konzentrierte er sich ganz auf seine Schauspielkarriere und wanderte in die Vereinigten Staaten aus. Hier spielte er 1913 unter Leitung des Theaterproduzenten Charles Frohman am Broadway in Indian Summer, wo er Agenten aus Hollywood erstmals auffiel. 1914 wechselte Hale in das noch junge Filmgeschäft, welches er nach eigenen Angaben dem Theater vorzog, denn dort würde man seine Abende nur auf der Bühne verbringen, wobei der Abend doch die „beste Zeit im Leben eines Mannes“ sei.
In Hollywood wurde Creighton Hale schnell ein bekannter Name, unter anderem an der Seite von Pearl White in ihren Action-Serials The Exploits of Elaine und The Iron Claw. Ein Markenzeichen in vielen seiner Filme war die runde Brille, die ihn manchmal den spöttischen Namen „Harold Lloyd für Arme“ einbrachte. In den aufwendig produzierten David-Wark-Griffith-Filmen Weit im Osten und Zwei Waisen im Sturm war Hale an der Seite von Lillian Gish jeweils als das Comic Relief des Filmes zu sehen. Er spielte unter anderem den unglücklichen Verehrer von Florence Vidor in Ernst Lubitschs Komödie Die Ehe im Kreise (1924) sowie den komödiantischen Helden in Paul Lenis Horrorfilm Spuk im Schloß (1927). Mit Beginn der Tonfilmzeit Ende der 1920er-Jahre ließ seine Popularität rasch nach, ein Grund dafür war sein zunehmendes Alter von fast 50 Jahren. Zudem erlitt sein Ruf einen Schaden durch die Scheidung von seiner Ehefrau Victoire Lowe, die ihm grausames Verhalten vorwarf. Später produzierte er weitere Negativ-Schlagzeilen, als er nicht genug Unterhalt für seine beiden Kinder bezahlte. Victoria Lowe heiratete später den Schauspieler John Miljan.
Innerhalb von nur wenigen Jahren fand sich Creighton Hale in kleinen Rollen wieder, in denen es nur noch selten Erwähnung im Filmabspann gab. Hale spielte unter anderem in den frühen 1930ern in mehreren Kurzfilmen der Kleinen Strolche und war als Kleindarsteller für Warner Bros. in Filmklassikern wie Die Spur des Falken (als Polizei-Stenograf) und Casablanca (als Spieler, der zweifelnd fragt, ob Ricks Casino ehrlich sei) aktiv. In einigen Filmen, die den Stummfilm thematisierten – etwa Hollywood Boulevard (1936), Pauline, laß das Küssen sein (1947) und Boulevard der Dämmerung (1950) – war der ehemalige Star ebenfalls kurz zu sehen. 1959 zog er sich aus dem Schauspielgeschäft zurück. Creighton Hale starb sechs Jahre später im Alter von 83 Jahren. Er hinterließ seine zweite Ehefrau Kathleen Bering, mit der seit 1931 verheiratet war.
Für seine Filmarbeit besitzt Creighton Hale einen Stern auf dem Hollywood Walk of Fame.

## Filmografie (Auswahl)
- 1914: The Million Dollar Mystery
- 1914: The Exploits of Elaine
- 1916: Snow White
- 1916: The Iron Claw
- 1920: Weit im Osten (Way Down East)
- 1921: Zwei Waisen im Sturm (Orphans of the Storm)
- 1923: Ein Mädchen und drei alte Narren (Three Wise Fools)
- 1924: Die Ehe im Kreise (The Marriage Circle)
- 1924: Wer war der Vater? (Name the Man)
- 1924: Wine of Youth
- 1925: The Circle
- 1925: Wages for Wives
- 1927: Spuk im Schloß (The Cat and the Canary)
- 1927: Should Men Walk Home?
- 1927: Annie Laurie – Ein Heldenlied vom Hochland (Annie Laurie)
- 1927: Die unfolgsame Tochter (Why Girls Say No; Kurzfilm)
- 1928: Rose-Marie
- 1928: The House of Shame
- 1929: Sieben Schritte zu Satan (Seven Footprints to Satan)
- 1930: Holiday
- 1930: Die kleinen Strolche – School’s Out (Kurzfilm)
- 1932: Die kleinen Strolche – Free Wheeling (Kurzfilm)
- 1933: Eine Frau vergisst nicht (Only Yesterday)
- 1934: Der dünne Mann (The Thin Man)
- 1934: Die Spielerin (Gambling Lady)
- 1934: Bulldog Drummond schlägt zurück (Bulldog Drummond Strikes Back)
- 1935: Männer ohne Namen (Men Without Names)
- 1936: The Millionaire Kid
- 1936: Hollywood Boulevard
- 1937: Charlie Chan am Broadway (Charlie Chan on Broadway)
- 1939: Die wilden Zwanziger (The Roaring Twenties)
- 1939: Das zweite Leben des Dr. X (The Return of Dr. X)
- 1939: Ich war ein Spion der Nazis (Confessions of a Nazi Spy)
- 1940: Hölle, wo ist dein Sieg? (All This and Heaven Too)
- 1940: Orchid, der Gangsterbruder (Brother Orchid)
- 1940: Land der Gottlosen (Santa Fe Trail)
- 1940: Tumak, der Herr des Urwalds (One Million B. C.)
- 1940: Knute Rockne, All American
- 1941: Die Spur des Falken (The Maltese Falcon)
- 1941: Sergeant York
- 1941: Dive Bomber
- 1941: Die Braut kam per Nachnahme (The Bride Came C.O.D.)
- 1941: Schönste der Stadt (The Strawberry Blonde)
- 1942: Casablanca
- 1942: Yankee Doodle Dandy
- 1942: Der freche Kavalier (Gentleman Jim)
- 1942: Der Mann, der zum Essen kam (The Man Who Came to Dinner)
- 1942: Die fröhliche Gauner GmbH (Larceny, Inc.)
- 1943: Watch on the Rhine
- 1943: Einsatz im Nordatlantik (Action in the North Atlantic)
- 1944: Das Leben der Mrs. Skeffington (Mr. Skeffington)
- 1946: Humoreske (Humoresque)
- 1946: Drei Fremde (Three Strangers)
- 1946: Die große Lüge (A Stolen Life)
- 1946: Tag und Nacht denk’ ich an Dich (Night and Day)
- 1946: Hier irrte Scotland Yard (The Verdict)
- 1947: Der Fluch des Wahnsinns (Cry Wolf)
- 1947: Unser Leben mit Vater (Life with Father)
- 1947: Pauline, laß das Küssen sein (The Perils of Pauline)
- 1947: Hemmungslose Liebe (Possessed)
- 1947: Die zwei Mrs. Carrolls (The Two Mrs. Carrolls)
- 1948: Schweigende Lippen (Johnny Belinda)
- 1948: Das Geheimnis der Frau in Weiß (The Woman in White)
- 1949: Blondes Gift (Flaxy Martin)
- 1949: Ein Mann wie Sprengstoff (The Fountainhead)
- 1949: Der Stachel des Bösen (Beyond the Forest)
- 1949: Tritt ab, wenn sie lachen (Always Leave Them Laughing)
- 1949: Venus am Strand (The Girl from Jones Beach)
- 1949: Ein Fall für Detektiv Landers (Homicide)
- 1949: Sie ritten mit Jesse James (The Younger Brothers)
- 1949: Eines Morgens in der Hopkins-Street (The House Across the Street)
- 1950: Gesetzlos (Backfire)
- 1950: Mordsache: Liebe (Perfect Strangers)
- 1950: The Daughter of Rosie O’Grady
- 1950: Boulevard der Dämmerung (Sunset Boulevard)
- 1950: Francis, ein Esel – Herr General (Francis)
- 1950: Atom Man vs. Superman
- 1950: Montana
- 1950: Frauengeheimnis (Three Secrets)
- 1950: Juwelenraub um Mitternacht (The Great Jewel Robber)
- 1951: Der Tiger (The Enforcer)
- 1951: Come Fill the Cup
- 1951: Romanze mit Hindernissen (On Moonlight Bay)
- 1951: Das letzte Fort (Fort Worth)
- 1952: Die Legion der Verdammten (Les Misérables)
- 1952: Frau in Weiß (The Girl in White)
- 1952: Der rote Engel (Scarlet Angel)
- 1955: Wolkenstürmer (The McConnell Story)
- 1957: The Story of Mankind
- 1957: Lindbergh – Mein Flug über den Ozean (The Spirit of St. Louis)
- 1959: Messer an der Kehle (Westbound)